# Piazza San Domenico (Palermo)
La piazza San Domenico è una storica piazza di Palermo posta nel quartiere La Loggia, lungo l'asse di Via Roma.

## Storia

### Epoca spagnola
La piazza era conosciuta in passato con il nome di  Piano Imperiale; venne allargata e trasformata in piazza durante il rifacimento dell'omonima chiesa avvenuto a partire dal 1640 per dare più ampio respiro alla stessa in funzione delle nuove dimensioni e dell'alta facciata.
 Al centro della piazza venne posta, in occasione del rifacimento della facciata della chiesa, la colonna dell'Immacolata, composta da una grande base marmorea sormontata da un'alta colonna, sempre marmorea, in cima alla quale è presente la statua dell'Immacolata, l'intera struttura progettata da Tommaso Maria Napoli e costruita da Giovanni Amico. Lo stile della struttura è tipicamente barocco e oltre alla colonna troviamo le state di due papi, poste alla base della colonna, ai piedi dell'intero altare troviamo una scalinata di forma quadrata ad ogni estremità della quale troviamo altre statue marmoree. L'intera opera è chiusa da una cancellata protettiva.

### Epoca contemporanea

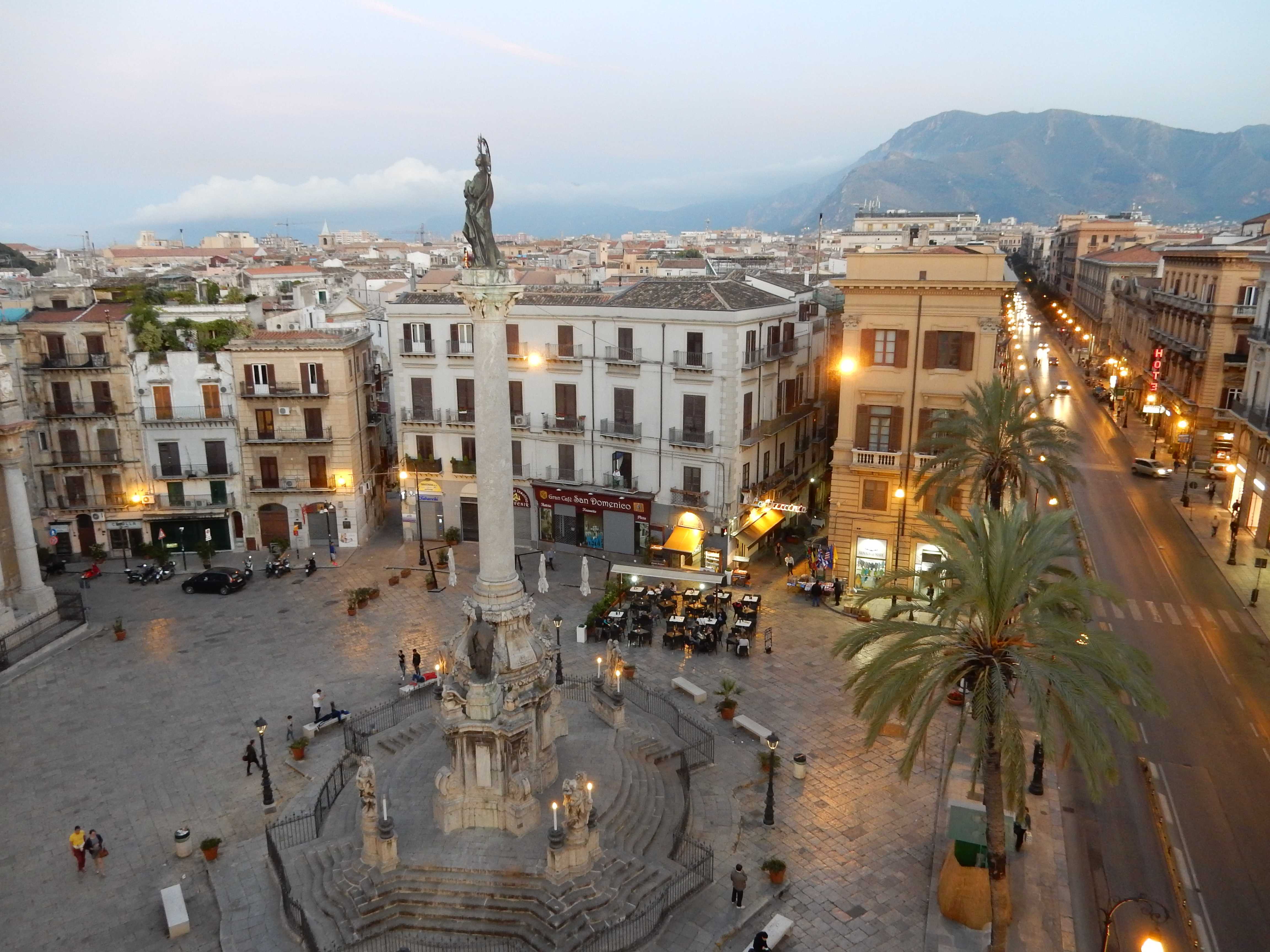
Vista dall'alto della piazza

Nell'Ottocento la piazza subì un grosso stravolgimento, ossia il taglio di via Roma che cambiò totalmente la disposizione della piazza che divenne una piazza di passaggio, sul fianco destro della strada, e non più una piazza chiusa. 
Nel 2013 parte della piazza è stata resa area pedonale ed è previsto il recupero della pavimentazione in pietra di Billiemi.

La piazza, oggi ricca di locali e bar all'aperto, costituisce anche l'accesso pedonale al mercato della Vucciria.